# Liparetrus kiatanus
Liparetrus kiatanus är en skalbaggsart som beskrevs av Britton 1980. Liparetrus kiatanus ingår i släktet Liparetrus och familjen Melolonthidae. Inga underarter finns listade i Catalogue of Life.